# Mechra Bel Ksiri
Mechra Bel Ksiri è una città del Marocco, nella provincia di Sidi Kacem, nella regione di Rabat-Salé-Kenitra.
La città è anche conosciuta come Mašra bal-Qsirī, Mashra Bin-al-Qsiri, Mechrá Belqsiri, Mašraʿ Balqşīrī.